# Shamash-shum-ukin
Shamash-shum-ukin o Shamashshumukin ( cuneiforme neo-assiro/babilonese:  Šamaš-šuma-ukin o Šamaš-šumu-ukīn, lett. "Shamash ha stabilito il nome"), noto anche come Saulmugina e Sarmuge, (... – 648 a.C.) era uno dei figli del re neo-assiro Esarhaddon, suo successore designato quale re di Babilonia da lui retta dal 668 a.C. fino alla sua morte (648 a.C.).
Nonostante fosse il figlio maggiore vivente di Esarhaddon all'epoca, Shamash-shum-ukin fu designato erede di Babilonia nel 672 a.C. mentre l'Assiria andò al fratello minore Assurbanipal. Nonostante i documenti di Esarhaddon suggerissero che i due fratelli avessero lo stesso potere, Shamash-shum-ukin salì al trono babilonese solo mesi dopo che Ashubanipal era diventato re e durante il suo regno poteva prendere decisioni ed emanare ordini solo se questi erano approvati e verificato da Ashurbanipal.
Shamash-shum-ukin, nonostante fosse etnicamente e culturalmente assiro, seppe ben integrarsi a Babilonia. Le sue iscrizioni reali sono molto più "babilonesi" di quelle di altri sovrani assiri della Bassa Mesopotamia, utilizzando immagini e retoriche babilonesi in misura senza precedenti. Ha partecipato al festival del capodanno babilonese ed è registrato come partecipe di altre tradizioni babilonesi. La Asullḫi, il principale simulacro di Marduk, divinità protettrice di Babilonia, predata dal nonno di Shamash-shum-ukin, Sennacherib, fu restituita alla città dal nuovo re durante la celebrazione del suo insediamento.
Alla fine, Shamash-shum-ukin si stancò del controllo di Assurbanipal e nel 652 a.C. si ribellò contro il fratello. Raccolse intorno a sé diversi nemici dell'Assiria come alleati ma la sua ribellione fallì. Dopo aver sopportato un assedio di due anni da parte di Assurbanipal, Babilonia cadde e Shamash-shum-ukin morì, sebbene le circostanze esatte della sua morte non siano chiare.

## Biografia

### Origini
Shamash-shum-ukin era probabilmente il figlio secondogenito di re Esarhaddon, più giovane solo del principe ereditario, Sin-nadin-apli. Sin-nadin-apli morì inaspettatamente nel 674 a.C. ed Esarhaddon, desideroso di evitare una crisi di successione poiché egli stesso era salito al trono solo con grande difficoltà, iniziò presto a fare nuovi piani di successione. Esarhaddon scavalcò completamente il terzo figlio maggiore, Shamash-metu-uballit, probabilmente perché questo principe soffriva di cattive condizioni di salute.
Nel maggio 672 a.C., Assurbanipal, probabilmente il figlio quartogenito di Esarhaddon (e decisamente più giovane di Shamash-shum-ukin), fu nominato da Esarhaddon erede dell'Assiria e Shamash-shum-ukin fu nominato erede di Babilonia. I due principi arrivarono insieme alla capitale di Ninive e presero parte a una festa con rappresentanti stranieri e nobili e soldati assiri. Promuovere uno dei suoi figli come erede dell'Assiria e un altro come erede di Babilonia era un'idea nuova, poiché negli ultimi decenni il re assiro era stato contemporaneamente anche re di Babilonia. Esarhaddon potrebbe aver deciso di dividere i suoi titoli tra i suoi figli da quando i fratelli di Esarhaddon avevano ucciso suo padre Sennacherib e tentato di usurpare il trono dopo che Esarhaddon era stato proclamato erede decenni prima. Dividendo il governo dell'impero, forse supponeva che tale gelosia e rivalità potessero essere evitate.
La scelta di nominare un figlio minore come principe ereditario d'Assiria, che era chiaramente il titolo principale di Esarhaddon, e un figlio maggiore come principe ereditario di Babilonia potrebbe essere spiegata dalle madri dei due figli. Mentre la madre di Assurbanipal era probabilmente di origine assira, Shamash-shum-ukin era il figlio di una donna di Babilonia, cosa che avrebbe potuto provocare problemi qualora Shamash-shum-ukin fosse salito al trono assiro. Si tratta comunque di un'ipotesi, dato che Assurbanipal e Shamash-shum-ukin potrebbero aver condiviso la stessa madre. Esarhaddon avrebbe potuto quindi supporre che i babilonesi si sarebbero accontentati di qualcuno di eredità babilonese come loro re e come tale avrebbe designato Shamash-shum-ukin al trono di Babilonia ed al dominio sulla Bassa Mesopotamia. I trattati redatti da Esarhaddon non spiegano però quale rapporto di stato avesse inteso tra i due figli sovrani. È chiaro che Assurbanipal era il principale erede dell'impero e che Shamash-shum-ukin gli avrebbe prestato giuramento di fedeltà ma altre parti specificano anche che Assurbanipal non doveva interferire negli affari di Shamash-shum-ukin, il che indica uno status più equo.
Poiché Esarhaddon era costantemente malato, gran parte dei doveri amministrativi dell'impero ricadevano su Assurbanipal e Shamash-shum-ukin durante gli ultimi anni del regno del padre.

### Il regno

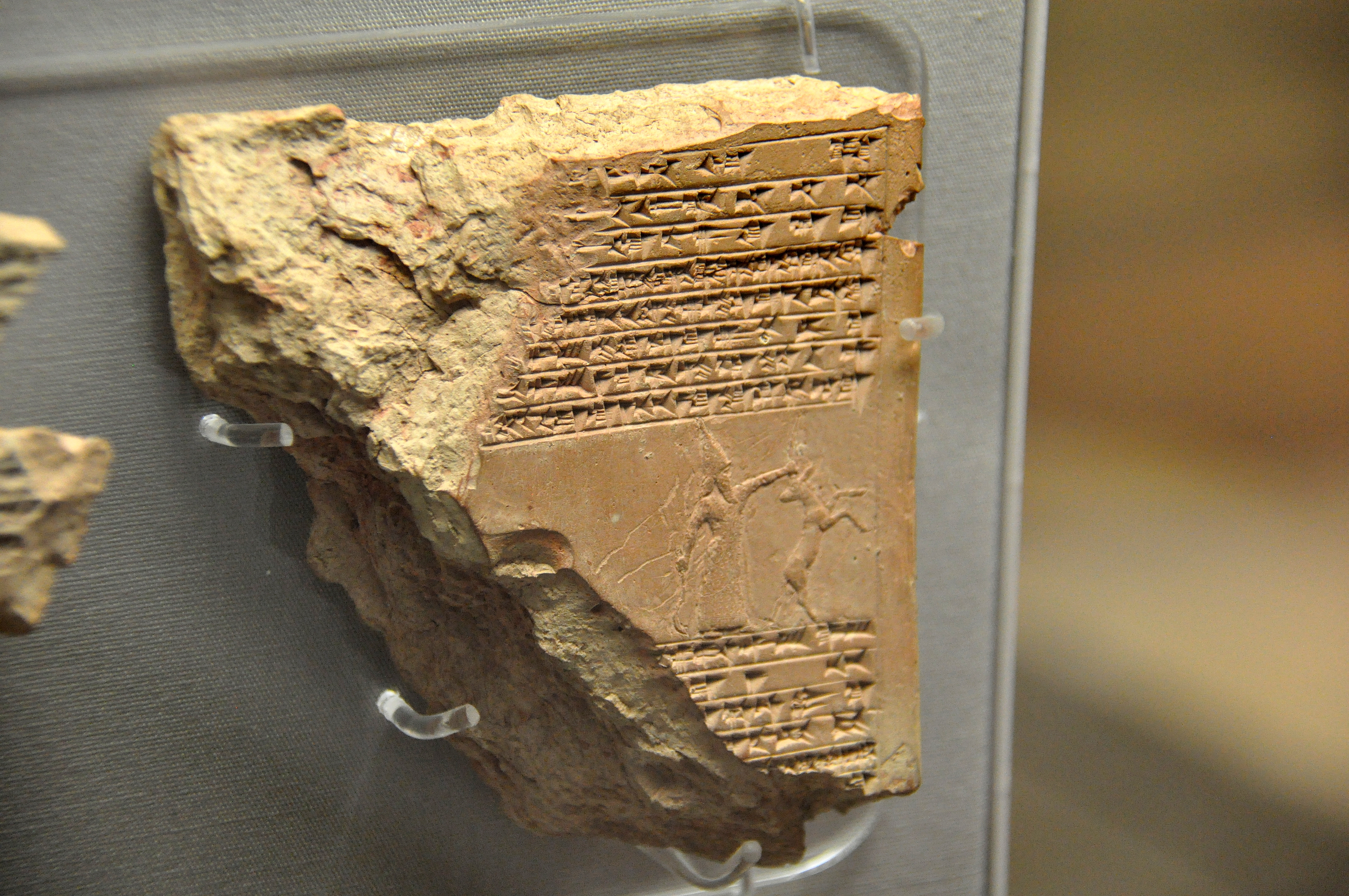
Shamash-shum-ukin, Re di Babilonia, conferma una concessione dello zio Ashur-nadin-shumi - circa. 670-650 a.C.

Dopo la morte di Esarhaddon alla fine del 669 a.C., Assurbanipal divenne re d'Assiria come voluto dal padre. Nella primavera dell'anno successivo, Shamash-shum-ukin s'insediò come re a Babilonia e restituì alla città la Asullḫi, gran simulacro della sua divinità poliade (Marduk), rubata da suo nonno Sennacherib vent'anni prima. Il ritorno della statua fu particolarmente importante poiché agli occhi dei babilonesi cementò l'approvazione di Marduk del nuovo re straniero. Sebbene Samash-shum-ukin, un principe assiro, insediato come re di Babilonia fosse in un certo senso un'incarnazione dell'egemonia assira, la sua cerimonia d'incoronazione, parallela a quella di Assurbanipal, e il ritorno della statua di Marduk spinsero in favore d'una sua lettura quale re indipendente di Babilonia. Samash-shum-ukin fu l'unico membro della dinastia dei Sargonidi ad accedere al trono babilonese e mai intenzionalmente a quello assiro. L'unico altro Sargonide che governò Babilonia e non l'Assiria era stato lo zio di Shamash-shum-ukin, Ashur-nadin-shumi, ma che al tempo era reggente di Babilonia in attesa di succedere a Sennacherib anche in Assiria. Sebbene Assurbanipal, in quanto re d'Assiria, fosse più potente, il regno di Babilonia di Shamash-shum-ukin, importante per gli Assiri per ragioni militari, politiche, religiose e ideologiche, era di per sé prestigioso.
Shamash-shum-ukin avrebbe regnato a Babilonia per sedici anni, apparentemente in rapporti pacifici con il fratello minore salvo ripetuti disaccordi sull'esatta estensione del suo dominio. Sebbene le iscrizioni di Esarhaddon suggeriscano che a Shamash-shum-ukin avrebbe dovuto essere concessa l'intera Babilonia, i documenti contemporanei dimostrano che Shamash-shum-ukin possedeva solo Babilonia e le sue immediate vicinanze. I governatori di alcune città babilonesi, come Nippur, Uruk e Ur, e i governanti nella Terra del Mare, ignorarono il re a Babilonia e si rapportarono solo con Assurbanipal.
Si dice che Shamash-shum-ukin abbia partecipato a diverse attività reali tradizionali babilonesi. Ha ricostruito le mura della città di Sippar ed è noto per aver partecipato alla festa del capodanno babilonese, sospesa durante il periodo in cui la statua di Marduk era assente dalla città. Diede notevole attenzione ai templi, confermando le offerte in diversi templi nelle sue iscrizioni e aumentando i domini terrieri del tempio di Ishtar a Uruk. Shamash-shum-ukin era etnicamente e culturalmente assiro ma sembra essersi integrato molto bene a Babilonia. Le sue iscrizioni reali sono molto più "babilonesi" di quelle di altri sovrani assiri della Bassa Mesopotamia, usando immagini e retoriche babilonesi in misura senza precedenti, quasi come se prevalessero sulla sua effettiva origine culturale ed etnica assira. Sebbene spesso risiedesse in Assiria, come quando restituì la statua di Marduk e in un'occasione in cui era malato, Shamash-shum-ukin fu presumibilmente il primo dei Sargonidi a vivere a Babilonia a tempo pieno.  Durante il suo regno, Shamash-shum-ukin partecipò a diversi progetti di costruzione, un aspetto importante della regalità babilonese nella stessa misura in cui le campagne militari erano importanti nella regalità assira. È infatti registrato come restauratore di santuari in diverse città oltre che delle mura di Sippar.
Nonostante la sua regalità sia stata designata da Esarhaddon, Assurbanipal si riferisce a sé stesso nelle sue iscrizioni come l'uomo che ha concesso a Shamash-shum-ukin il dominio su Babilonia. Ciò è probabilmente dovuto al fatto che Shamash-shum-ukin è stato formalmente incoronato re solo pochi mesi dopo che Assurbanipal era diventato monarca assiro e che sarebbe stato in potere di Assurbanipal fermare la sua incoronazione.

### La rivolta contro Assurbanipal

#### Cause

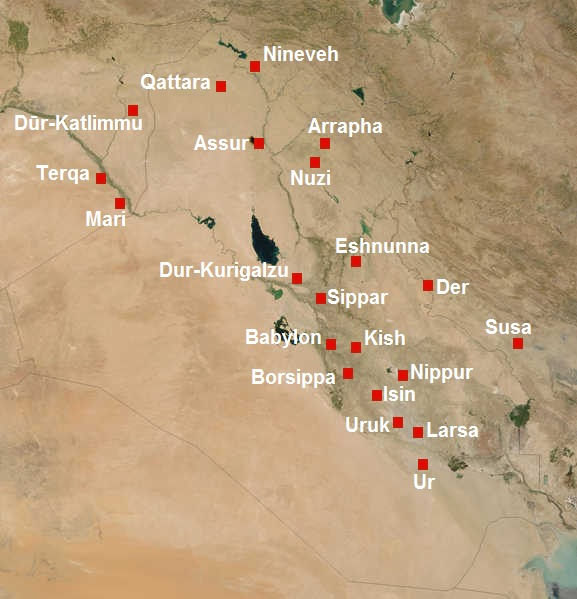
Località dell'antica Mesopotamia.

Le ragioni esatte della rivolta di Samash-shum-ukin contro Assurbanipal sono sconosciute ma ci sono diverse tesi. Il motivo più accreditato è che, sebbene Esarhaddon avesse designato Shamash-shum-ukin per ereditare il controllo di tutta la Bassa Mesopotamia, ciò non era stato rispettato da Assurbanipal.
Sebbene documenti commerciali di Shamash-shum-ukin siano noti in tutta Babilonia (suggerendo che la maggior parte della regione lo vedeva come loro re), documenti simili risalenti al regno di Assurbanipal sono noti anche da Babilonia, il che suggerisce che Assurbanipal aveva assunto l'autorità di un monarca babilonese nonostante ci fosse già un re in Babilonia. Le città di Babilonia, Dilbat, Borsippa e Sippar mancano tutte di documenti commerciali da Assurbanipal, suggerendo che queste città erano saldamente sotto il dominio di Shamash-shum-ukin, ma Ashurbanipal aveva agenti in tutto il sud che riferivano direttamente a lui e non a Shamash-shum-ukin e le iscrizioni suggeriscono che qualsiasi ordine di Shamash-shum-ukin ai suoi sudditi doveva prima essere verificato e approvato da Assurbanipal prima dell'esecuzione. Assurbanipal aveva una guarnigione permanente di truppe e ufficiali di stanza a Borsippa, una città nel cuore del dominio di Shamash-shum-ukin. Ci sono anche petizioni conservate inviate da funzionari di Babilonia direttamente ad Assurbanipal. Se Shamash-shum-ukin fosse stato il sovrano universalmente rispettato di Babilonia, probabilmente sarebbe stato il destinatario di tali lettere.
I registri reali di Babilonia durante il periodo di pacifica convivenza tra Assurbanipal e Shamash-shum-ukin menzionano i nomi di entrambi i monarchi ma i documenti contemporanei dell'Assiria menzionano solo Assurbanipal, rafforzando l'idea che i due re non erano uguali in status. Kudurru, il governatore di Uruk, si rivolse ad Assurbanipal nelle sue lettere chiamandolo "Re delle Terre", nonostante Uruk fosse territorio babilonese, indicando che Kudurru vedeva Assurbanipal e non Shamash-shum-ukin come suo signore supremo. Lo stesso Shamash-shum-ukin sembra essersi considerato pari ad Assurbanipal, chiamandolo semplicemente "mio fratello" nelle sue lettere (a differenza di come si rivolgeva ad Esarhaddon, "il re, mio padre"). Sebbene ci siano diverse lettere conservate di Shamash-shum-ukin ad Assurbanipal, non ci sono risposte note conservate. È possibile che Assurbanipal, a causa della sua rete di informatori, non abbia sentito il bisogno di scrivere a suo fratello.

#### Svolgimento

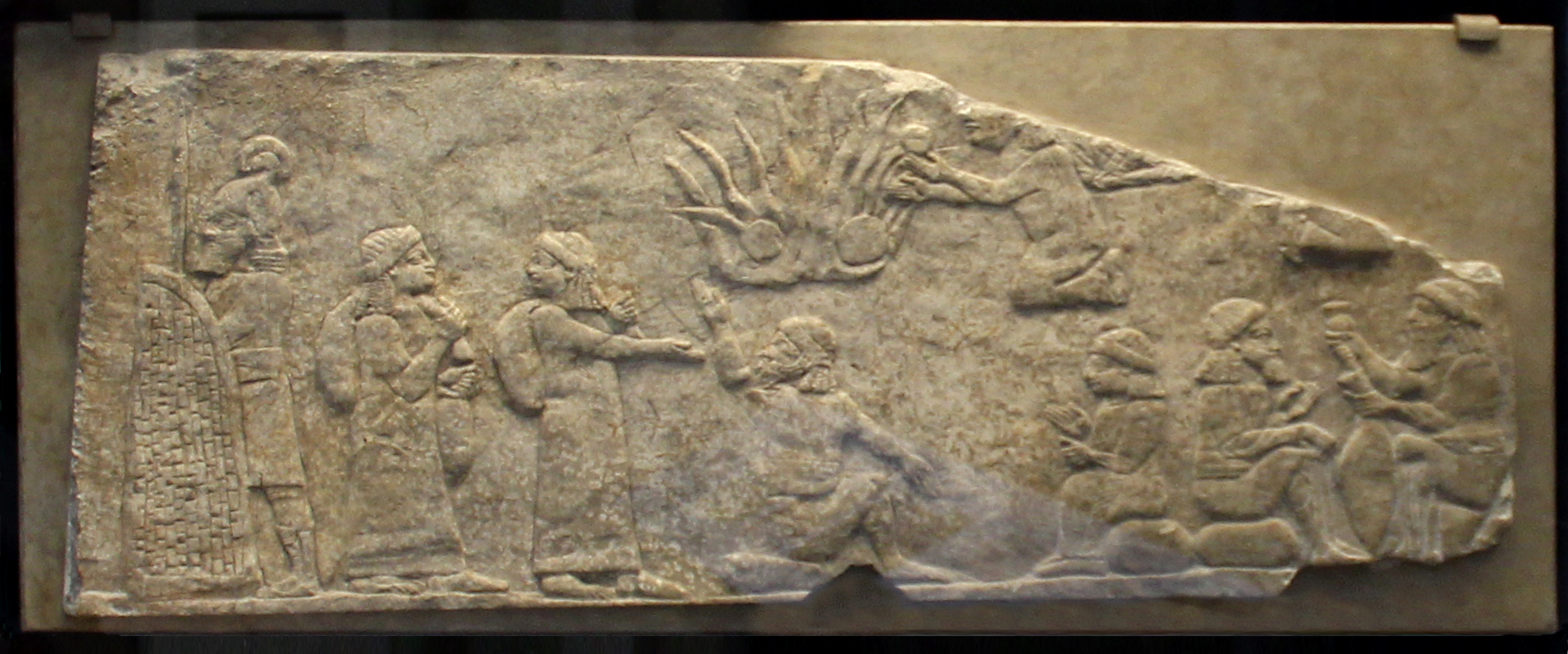
Prigionieri babilonesi sfilano sotto il controllo dei soldati assiri - rilievo del regno di Assurbanipal (circa 668-631 a.C.) - Ninive.

Negli anni '50 del VII secolo a.C. l'ostilità tra Shamash-shum-ukin e Assurbanipal era ormai esacerbata. Una lettera di Zakir, cortigiano di Shamash-shum-ukin, ad Assurbanipal descriveva come i visitatori della Terra del Mare avessero pubblicamente criticato Assurbanipal di fronte a Shamash-shum-ukin, usando la frase "questa non è la parola di un re!". Zakir riferì che sebbene Shamash-shum-ukin fosse adirato, lui e il suo governatore, Ubaru, non agirono contro i visitatori. Forse i fattori più importanti dietro la rivolta di Shamash-shum-ukin furono la sua insoddisfazione per la sua posizione rispetto a quella del fratello, il costante risentimento dell'Assiria in generale da parte dei Babilonesi e la costante disponibilità del sovrano di Elam a supportare chiunque muovesse guerra all'Assiria.
Shamash-shum-ukin si ribellò contro Assurbanipal nel 652 a.C. in una guerra civile che sarebbe durata tre anni. Non fu un tentativo di rivendicare il trono assiro bensì una tentata secessione babilonese. Le iscrizioni suggeriscono che Shamash-shum-ukin si rivolse ai cittadini di Babilonia per spronarli alla rivolta. Nelle iscrizioni di Assurbanipal, Shamash-shum-ukin è riportato aver detto "Assurbanipal coprirà con vergogna il nome dei babilonesi" ("vento" e "bugie" secondo suo fratello). Poco dopo l'avvio della rivolta di Shamash-shum-ukin, il resto della Bassa Mesopotamia insorse contro Assurbanipal al suo fianco. All'inizio della guerra, Assurbanipal cercò di convincere i vari governatori locali del sud a unirsi a lui, scrivendo loro nella speranza che alcuni di loro potessero essere interessati a circoscrivere il conflitto. In queste lettere, Assurbanipal non si riferisce mai a Shamash-shum-ukin per nome, chiamandolo invece lā aḫu ("no-fratello"). In molte iscrizioni, Shamash-shum-ukin è semplicemente identificato come "fratello infedele", "fratello nemico" o semplicemente "nemico". In alcune delle lettere Assurbanipal lo chiamava "quest'uomo che Marduk odia" nel tentativo di minare la sua legittimità come re babilonese.
Secondo le iscrizioni di Assurbanipal, Shamash-shum-ukin ebbe molto successo nel trovare alleati contro gli Assiri. Assurbanipal identifica tre gruppi che hanno aiutato suo fratello: i Caldei, gli Aramei e gli altri popoli di Babilonia; gli Elamiti; infine i re di Gutium, Amurru e Meluhha. Quest'ultimo gruppo di re potrebbe riferirsi ai Medi, poiché Gutium, Amurru e Meluhha non esistevano più come città ma è incerto. Meluhha potrebbe essersi riferito all'Egitto, che però non ha aiutato Shamash-shum-ukin nella guerra. Gli ambasciatori di Shamash-shum-ukin presso gli Elamiti avevano offerto loro dei doni ("tangenti" secondo Assurbanipal) e il loro re inviò un esercito sotto il comando di un principe elamita per aiutare nel conflitto.
Nonostante la coalizione di nemici assiri che aveva riunito, la rivolta di Shamash-shum-ukin non ebbe successo. Gli Elamiti, il principale alleato, furono sconfitti vicino a Der e cessarono di avere un ruolo nel conflitto. Nel 650 a.C. la situazione di Shamash-shum-ukin era cupa, con le forze di Ashubanipal che avevano assediato Sippar, Borsippa, Kutha e la stessa Babilonia. Dopo aver sopportato la fame e le malattie nel corso dell'assedio, Babilonia cadde finalmente nelle mani del generale assiro Bel-ibni nel 648 a.C. e fu saccheggiata. Una delle preghiere registrate di Shamash-shum-ukin ci testimonia la sua disperazione nelle fasi finali della guerra:
(Shamash-shum-ukin)
Si ritiene convenzionalmente che Shamash-shum-ukin si sia suicidato dandosi fuoco nel suo palazzo ma i testi contemporanei dicono solo che ha "incontrato una morte crudele" e che gli dei "lo hanno consegnato al fuoco e hanno distrutto il suo vita". Oltre al suicidio attraverso l'autoimmolazione o altri mezzi, è possibile che sia stato giustiziato, morto accidentalmente o ucciso in qualche altro modo. La maggior parte dei resoconti della sua morte parlano del fuoco ma non forniscono dettagli più elaborati. Gli dèi sono tipicamente chiamati in causa poiché la rivolta di Shamash-shum-ukin contro Assurbanipal fu catalogata da quest'ultimo come empia. Se Shamash-shum-ukin fosse stato giustiziato, sarebbe logico supporre che gli scribi assiri abbiano volutamente omesso di registrarlo poiché il fratricidio era illegale e anche se un soldato (e non Assurbanipal) lo avesse eseguito, costituirebbe comunque un omicidio di un membro della famiglia reale assira. Se un soldato avesse ucciso Shamash-shum-ukin, avrebbe potuto benissimo essere giustiziato lui stesso. Dopo la morte di Shamash-shum-ukin, Ashubanipal mise uno dei suoi funzionari, Kandalanu, sul trono babilonese come re-vassallo.

## Lascito

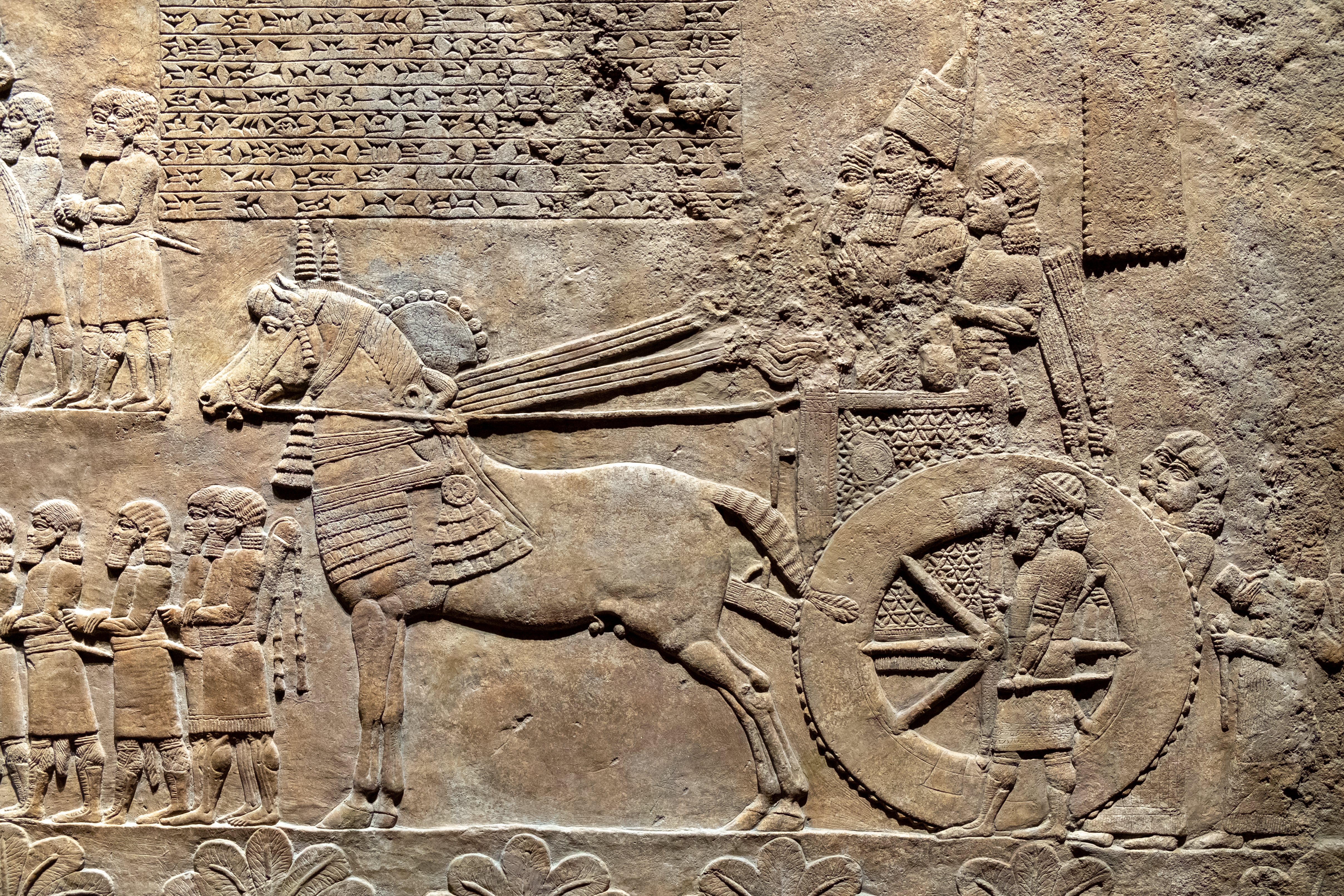
Assurbanipal ispeziona il bottino e i prigionieri babilonesi dopo la conquista della città ribelle.

La ribellione e la caduta di Shamash-shum-ukin rappresentarono un caso difficile da gestire per gli scribi reali assiri che registrarono la storia. Poiché Shamash-shum-ukin era sia un membro della famiglia reale assira sia un re babilonese traditore, era difficile scrivere del suo destino: laddove infatti gli scribi registravano avidamente lunghi resoconti della sconfitta di re e ribelli stranieri, c'era una generale riluttanza a scrivere sulla morte dei membri della famiglia reale assira. Le cose avrebbero potuto essere ulteriormente complicate dal fatto che, a differenza di molti altri ribelli affrontati dagli Assiri, Shamash-shum-ukin non era un usurpatore ma il sovrano legittimamente insediato di Babilonia per decreto di un re assiro. Le iscrizioni personali di Assurbanipal offrono poco riguardo alla fine della vita di Shamash-shum-ukin e i re assiri dopo Assurbanipal non lo menzionano affatto, quasi come se non fosse mai esistito. Le iscrizioni di Assurbanipal parlano della morte di suo fratello e in molti luoghi omettono persino il nome di Shamash-shum-ukin, chiamandolo semplicemente "il re". In un rilievo dal palazzo di Assurbanipal a Ninive, raffigurante la sua vittoria sulla rivolta babilonese, i soldati sono raffigurati mentre gli danno la corona babilonese e le insegne reali babilonesi ma Shamash-shum-ukin è vistosamente assente. Ci sono prove di una considerevole damnatio memoriae ai danni dello sconfitto Shamash-shum-ukin, con steli erette dal re intenzionalmente mutilate dopo la sua morte, ed il suo volto sulle statue deturpato.

## Titolatura
Il titolo usato più di frequente da Shamash-shum-ukin era šar Bābili ("Re di Babilonia"), sebbene esista una singola iscrizione in cui usava invece šakkanakki Bābili ("viceré di Babilonia"). Nelle iscrizioni di altri re assiri che governavano la città, "viceré" è tipicamente più comune di "re". Assunse anche altri titoli reali babilonesi tradizionali, come šar māt Šumeri u Akkadi ("Re di Sumer e Akkad"). Nel complesso, il suo titolo era tipicamente babilonese a un livello molto più elevato rispetto agli altri governanti assiri della città. Come tipicamente fanno i governanti assiri, Shamash-shum-ukin venera i suoi antenati in molte delle sue iscrizioni, nominando tipicamente il suo bisnonno Sargon II, suo nonno Sennacherib (da cui in genere omette il titolo "Re di Babilonia" a causa alle azioni di Sennacherib contro la città), suo padre Esarhaddon e talvolta suo fratello Assurbanipal. La loro inclusione nei suoi titoli potrebbe essere dovuta al timore che la sua legittimità fosse messa in dubbio qualora fossero stati omessi. Il modo specifico in cui venivano presentati i suoi antenati e l'uso delle divinità da parte di Shamash-shum-ukin nelle sue iscrizioni lo distinguevano dagli altri sovrani assiri.
Significativamente, Shamash-shum-ukin omise qualsiasi menzione del ruolo dei suoi antenati reali come capi-sacerdoti del dio assiro Ashur, un concetto intrinsecamente legato all'idea assira della regalità. Come previsto per un sovrano di Babilonia, la divinità più frequentemente citata nelle iscrizioni reali di Shamash-shum-ukin fu Marduk ma le iscrizioni di Shamash-shum-ukin non contengono una sola menzione di Ashur che era altrimenti incluso (sebbene a volte in una capacità ridotta) nelle iscrizioni di quelli dei suoi antenati che governarono sia l'Assiria sia Babilonia. Nonostante Shamash-shum-ukin s'identifichi pubblicamente come un assiro (attraverso la sua genealogia), le sue iscrizioni suggeriscono quindi che non venerasse la divinità nazionale dell'Assiria. In molti punti dei suoi titoli, Shamash-shum-ukin si appropriava delle convenzioni titolari assire riguardo a come venivano usate le divinità ma sostituì gli dèi assiri, come Ashur, Inanna e Sîn, con divinità "meridionali" quali Marduk e Ṣarpanītum.

### Fonti
- Cronache babilonesi - ed. standard in (EN) Grayson AK, Assyrian and Babylonian Chronicles, 1975, ISBN 978-1-57506-049-1.

### Studi
In italiano
- Liverani M, Antico Oriente. Storia, società, economia, Roma-Bari, Laterza, 1991, ISBN 88-420-3842-3.
- Mistrini V, Gli assiri : la prima superpotenza dell'Oriente Antico, Gorizia, LEG, 2022.

In altre lingue
- (EN) Ahmed SS, Southern Mesopotamia in the time of Ashurbanipal, Walter de Gruyter GmbH & Co KG, 2018, ISBN 978-3-11-103358-7.
- (EN) Bertin G, Babylonian Chronology and History, in Transactions of the Royal Historical Society, vol. 5, 1891,  pp. 1-52, DOI:10.2307/3678045, JSTOR 3678045.
- (EN) Ernest A. Budge, The History of Esarhaddon, King of Assyria, B.C. 681-688: Translated from the Cuneiform Inscriptions Upon Cylinders and Tablets in the British Museum Collection, Together with Original Texts, Cambridge University Press, 2010, ISBN 978-1-108-01710-7.
- (EN) Carter E e Stolper MW, Elam: Surveys of Political History and Archaeology, University of California Press, 1984, ISBN 978-0-520-09950-0.
- (EN) Frahm E, Observations on the Name and Age of Sargon II and on Some Patterns of Assyrian Royal Onomastics (PDF), in NABU, vol. 2, 2005,  pp. 46-50.
- (EN) Johns CHW, Shamash-shum-ukin., in Ancient Babylonia, Cambridge University Press, 1913,  p. 124.
- (EN) MacGinnis JDA, Ctesias and the Fall of Nineveh, in Illinois Classical Studies, vol. 13, n. 1, University of Illinois Press, 1988,  pp. 37-42.
- (EN) Mullo-Weir CJ, The Return of Marduk to Babylon with Shamashshumukin, in Journal of the Royal Asiatic Society, vol. 61, n. 3, 1929,  pp. 553-555, DOI:10.1017/S0035869X00151561.
- (EN) Novotny J e Singletary J, Family Ties: Assurbanipal's Family Revisited, in Studia Orientalia Electronica, vol. 106, 2009,  pp. 167-177.
- (EN) Radner K, The Trials of Esarhaddon: The Conspiracy of 670 BC, in ISIMU: Revista sobre Oriente Próximo y Egipto en la antigüedad, vol. 6, Universidad Autónoma de Madrid, 2003,  pp. 165-183.
- (EN) Teppo S, Agency and the Neo-Assyrian Women of the Palace, in Studia Orientalia Electronica, vol. 101, 2007,  pp. 381-420.
- (EN) Zaia S, My Brother's Keeper: Assurbanipal versus Šamaš-šuma-ukīn, in Journal of Ancient Near Eastern History, vol. 6, n. 1, 2019,  pp. 19-52, DOI:10.1515/janeh-2018-2001.
- (EN) Zaia S, Going Native: Šamaš-šuma-ukīn, Assyrian King of Babylon, in IRAQ, vol. 81, 2019,  pp. 247-268, DOI:10.1017/irq.2019.1.